# Sonny Clark
Conrad Yeatis (Sonny) Clark (Herminie, Pennsilvània, 21 de juliol de 1931 — Nova York, 13 de gener de 1963) fou un pianista estatunidenc de hard bop.
Va ser un músic de jazz infravalorat al seu temps, però la seva obra ha esdevingut molt més famosa després de la seva mort. Molt influït per Bud Powell, Sonny Clark és conegut per la seva incofusible manera de tocar, el seu sentit de la melodia i el seu estil complex.
Un mestre de l'acompanyament, va ser reclamat sovint per tocar amb músics de jazz de la seva generació. Va gravar sovint per la discogràfica Blue Note Records, on va tocar com a acompanyant amb molts dels més importants músics de hard bop, incloent:
- Kenny Burrell
- Donald Byrd
- Paul Chambers
- John Coltrane
- Art Farmer
- Grant Green
- Joe Philly Jones
- Clifford Jordan
- Jackie McLean
- Hank Mobley
- Art Taylor
- Wilbur Ware

Encara que les seves composicions van ser relativament rares, les poques que van ser enregistrades, han esdevingut enregistraments de culte, més notablement entre els aficionats japonesos al jazz. Addicte a l'heroïna, va morir per una sobredosi.

## Discografia seleccionada
- Cool Struttin' (Blue Note 1958)
- Dial "S" for Sonny (Blue Note 1957)
- Leapin' and Lopin' (Blue Note 1961)
- Sonny Clark Trio (Blue Note 1957)
- Sonny Clark Trio (Time 1960)
- Sonny's Crib (Blue Note 1957)